# Équipe de France automobile
Pour les articles homonymes, voir Équipe de France.

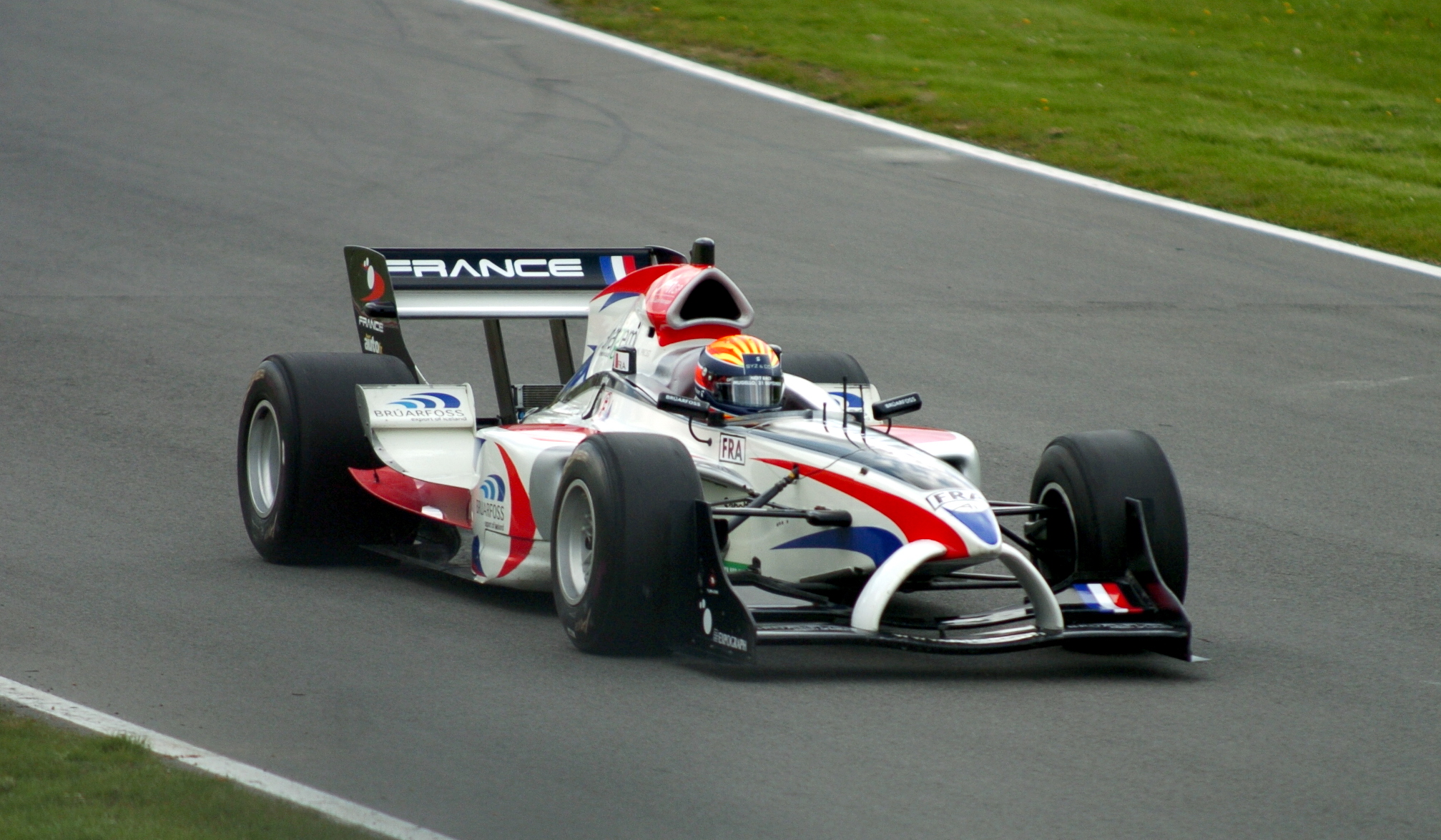
Franck Montagny, pilote de l'A1 Team France, durant les essais du grand-prix de Brands Hatch, dernière course de la saison 2007/2008 de l'A1 Grand Prix.

L'A1 Team France est l'équipe représentant la France dans la compétition automobile d'A1 Grand Prix. Elle devient la première équipe à remporter le premier championnat de cette série lors de la saison 2005-2006.

## Historique

### Coupe Gordon Bennett
Dès la première coupe internationale, la Coupe Gordon Bennett en 1900, la France participe et accueille quatre éditions. Fernand Charron puis Léonce Girardot remporte les éditions 1900 et 1901 sur Panhard & Levassor. Léon Théry permet de remporter la coupe en 1904 et 1905 sur Richard-Brasier. Auront également fait partie de l'équipe française Alfred Levegh (1900 et 1901), René de Knyff (1902 et 1903, bien que de nationalité française en 1914), Henri Fournier (1902), Fernand Gabriel (1903), Henri Farman (1903), Jacques Salleron (1904 -troisième au Paris-Madrid 1903-), Henri Rougier (1904), Gustave Caillois (1905), et Arthur Duray (1905).

### Formule 1
Entre les années 1979 et 1981, le terme d'« équipe de France de F1 » est parfois employé par les médias français à l'encontre des nombreux pilotes nationaux engagés dans le championnat du monde.

### Coupe des Nations
Depuis 1999, la France engage une équipe pour la Coupe des Nations qui se déroule lors de la Course des Champions, une rencontre d'exhibition entre les meilleurs pilotes de l'année. Lors de l'édition de l'année 2000, Regis Laconi, Yvan Muller et Gilles Panizzi remportent les trois matchs de poule contre l'Allemagne, la Finlande et l'équipe internationale. La victoire contre l'Espagne en demi-finale puis contre l'Italie en finale permettent aux trois pilotes de remporter la coupe.
En 2004, deux équipes françaises participent, qui s'affrontent lors des quarts de finale. Jean Alesi et Sébastien Loeb battent Sébastien Bourdais et Stéphane Sarrazin. En demi-finale Alesi et Loeb écartent le Brésil puis remportent la finale contre la Finlande.

### A1 Grand Prix

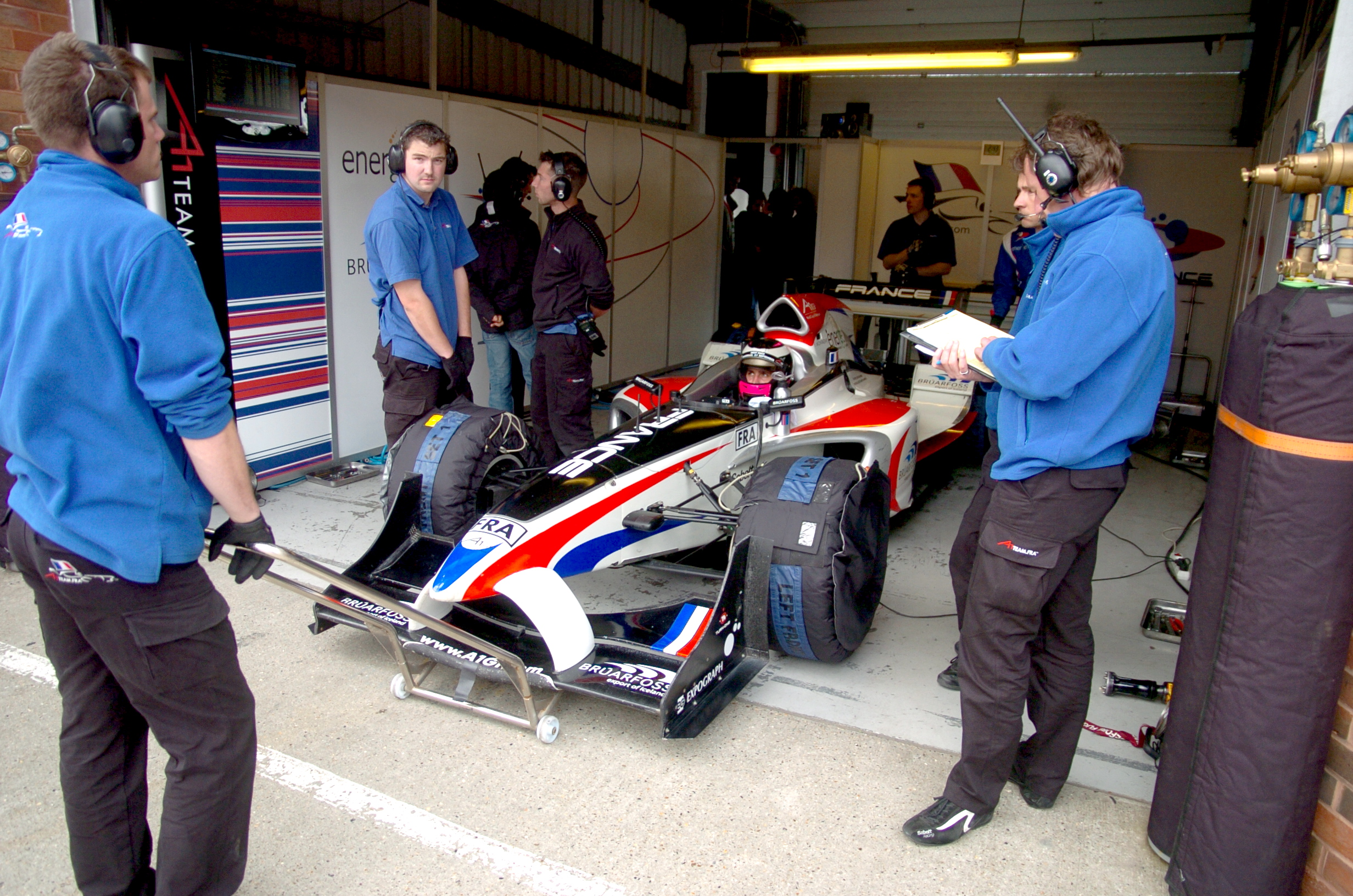
L'A1 Team France dans son stand durant les essais du grand-prix de Brands Hatch, dernière course de la saison 2007/2008 de l'A1 Grand Prix.

Depuis le lancement de l'A1 Grand Prix, Jean-Paul Driot est propriétaire de la franchise lui permettant d'exploiter le nom d'équipe de France, l'A1 Team France. La prise en charge de cette équipe est réalisée par sa propre écurie, Driot Associates Motor Sport (DAMS).
L'équipe de France marque la première saison de la compétition en remportant le championnat avec 51 points d'avance sur son dauphin, l'équipe de Suisse, et 75 points devant l'équipe du Royaume-Uni. Alexandre Prémat et Nicolas Lapierre alternent les week-ends de course en tant que pilote titulaire et remportent à eux deux 13 des 22 courses de la saison.
L'équipe participante à la saison 2007-2008 est présentée le 24 septembre 2007 à l'Hôtel de Crillon à Paris. À cette occasion, l'ancien pilote de Formule 1, Olivier Panis, est annoncé comme conseiller auprès de l'A1 Team France. Pour la saison 2007, Loïc Duval est le pilote principal de l'équipe avec Nicolas Lapierre en tant que suppléant. Nicolas Prost prend part aux séances « rookie » du vendredi et devrait avoir l'occasion de piloter en course au cours de la saison, tandis que Franck Montagny devrait participer aux deux derniers meetings de la saison. Lors de la dernière saison, la plateforme technique était en commun avec celle du Team sud-africain.

## Palmarès
- 2005-2006 : Champion avec 172 points
- 2006-2007 : 4e avec 67 points
- 2007-2008 : 4e avec 118 points
- 2008-2009 : 5e avec 47 points

## Pilotes

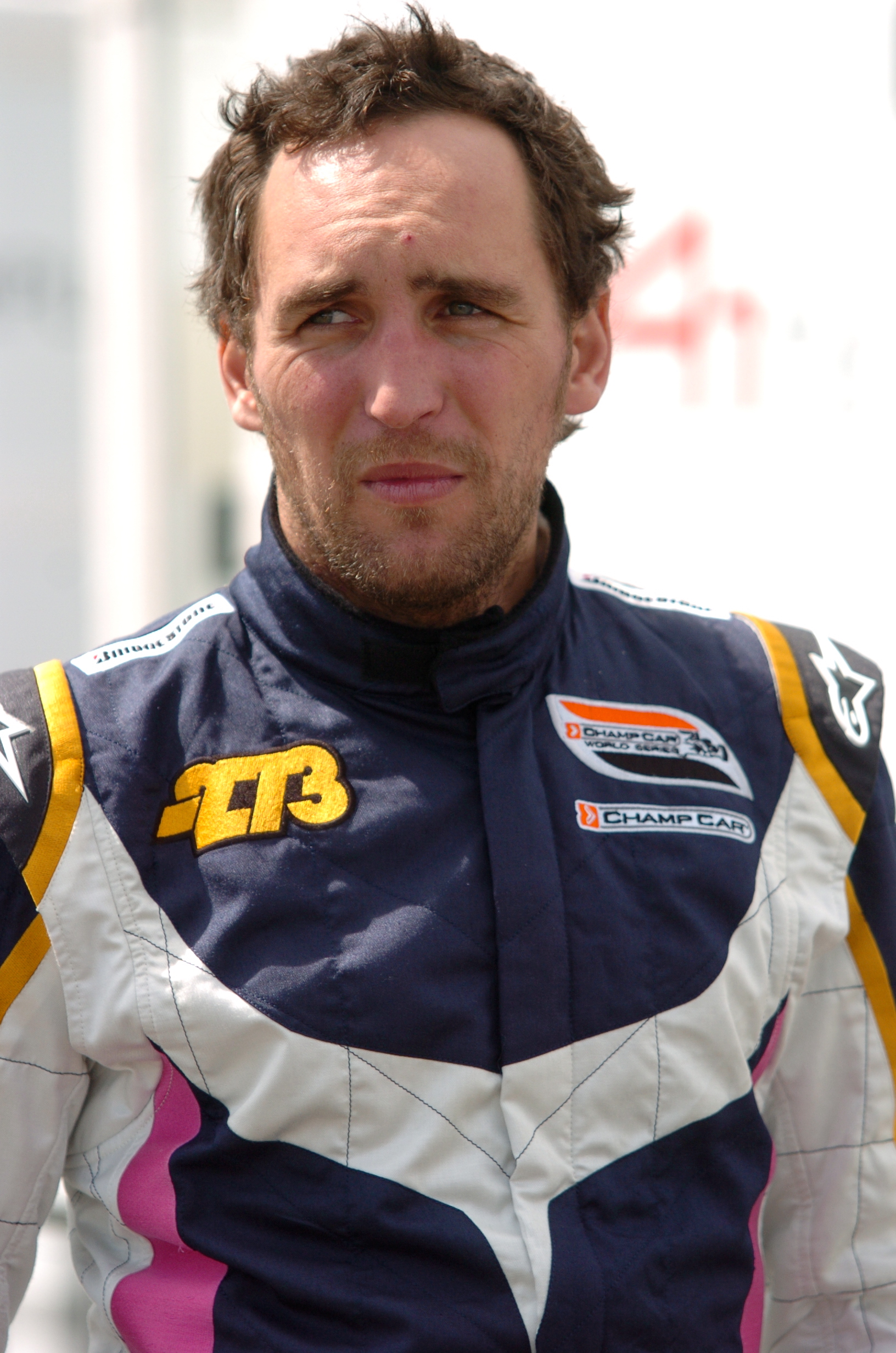
Franck Montagny, pilote de l'A1 Team France, entre deux séances d'essais du grand-prix de Brands Hatch, dernière course de la saison 2007/2008 de l'A1 Grand Prix.

- Franck Montagny, pilote de l'A1 Team France, entre deux séances d'essais du grand-prix de Brands Hatch, dernière course de la saison 2007/2008 de l'A1 Grand Prix.2005-2006 : Alexandre Prémat, Nicolas Lapierre
- 2006-2007 : Nicolas Lapierre, Loïc Duval, Jean-Karl Vernay
- 2007-2008 : Loïc Duval, Nicolas Lapierre, Jonathan Cochet, Franck Montagny
- 2008-2009 : Loïc Duval, Nicolas Prost

## Équipes de France FFSA
La Fédération Française de Sport Automobile compose chaque année trois collectifs sous l'appellation « Équipe de France », composé de jeunes talents français du sport automobile :
- Équipe de France Circuit - en 2021 représentée par cinq pilotes de monoplace : Victor Martins, Giuliano Alesi, Hadrien David, Théo Pourchaire et Isack Hadjar. L'équipe de France Circuit est encadrée par Jean Alesi.
- Équipe de France Rallye - en 2021 représentée par trois pilotes du championnat du monde des rallyes : Adrien Fourmaux, Yohan Rossel et Pierre-Louis Loubet. L'équipe de France Rallye est encadrée par Sébastien Loeb.
- Équipe de France Karting - composée en 2021 d'un seul pilote, Augustin Bernier, sous l'encadrement d'Yvan Muller.

Ces équipes de France représentent la cellule de formation des principaux jeunes espoirs du sport automobile français. Parmi les anciens de l'équipe, on compte les pilotes de Formule 1 Pierre Gasly (équipe Circuit) et Esteban Ocon (équipe Karting), le multiple champion du monde de rallye Sébastien Ogier ou encore Anthoine Hubert et Jules Bianchi, morts en course.